# Scenedesmus
Сценедесмус (Scenedesmus) — рід зелених водоростей класу Chlorophyceae. Вони колоніальні і нерухливі.

## Таксономія
В даний час існує 74 таксономічно прийнятих види Scenedesmus. 

## Опис
Scenedesmus — один із найпоширеніших родів прісноводних водоростей; однак надзвичайно різноманітна морфологія видів ускладнює ідентифікацію.  Хоча більшість видів зустрічаються по всьому світу, деякі види існують лише в місцевих популяціях, наприклад S. intermedius і S. serratus, які зустрічаються в Новій Зеландії. 

### Ценобія та ріст клітин
Сценедесмус може існувати як одноклітинний; вони також часто зустрічаються в ценобіях з чотирьох або восьми клітин  всередині батьківської материнської стінки. Було описано різні ценобіальні архітектури, включаючи лінійні, костулатоїдні, нерегулярні, чергуються або дактилококоїдні візерунки.  Утворення ценобіїв залежить від ряду факторів. Вищу частку одноклітинних організмів було виявлено при високій інтенсивності світла та високих температурах, що свідчить про те, що при вищих темпах росту організми вважають за краще бути не в колоніях.  Успішний ріст і поділ водоростей залежить від балансу між підтриманням плавучості в евфотичній зоні (що містить ідеальне освітлення та умови харчування) та уникненням хижаків, що пасуться.  Більші колонії мають менше співвідношення поверхні до об’єму, що обмежує поглинання поживних речовин і збір світла, а велика маса сприяє зануренню. Однак за наявності поїдачів, таких як дафнія, які загрожують споживати одноклітинні водорості, більші колонії забезпечують значну безпеку.  Ця загроза може бути настільки значною, що клітини об’єднуватимуться в ці 8-клітинні колонії навіть у сильно обмежених умовах росту, щоб зменшити вразливість до випасу або в умовах нестачі поживних речовин.  

### Захисні механізми
Окрім колонізації, клітини мають інші механізми самозахисту. Scenedesmus можна розділити на два підроди: Scenedesmus без колючок і Desmodesmus з колючками. Незважаючи на відсутність шипів, клітини підроду Scenedesmus мають товсті клітинні стінки та слиз, що може зробити їх стійкими до травлення. Деякі хімічні сполуки в Scenedesmus навіть можуть бути токсичними для певних організмів після споживання. Щетина до 100 um може утворювати сітку, щоб ще більше перешкоджати споживанню їх в їжу. 

### Розмноження та утворення колоній
Під час реплікації материнська клітина збільшується і стає багатоядерною після кількох поділів. Потім цитоплазма розщеплюється на одноядерні дочірні клітини, які зазвичай розвиваються у вигляді нерухомих аутоспор. Ці дочірні клітини, як правило, з’єднуються з іншими дочірніми клітинами, утворюючи колонію в стінці батьківської клітини, яка пізніше звільняється.  Клітини проходять типовий мітотичний цикл, подібний до інших представників Chlorophyceae, при цьому цитоплазма дочірніх клітин стає дуже щільною.  Згодом материнська клітинна стінка руйнується і вивільняє спори, які приймають нормальний клітинний вигляд.  Клітини на обох кінцях ценобію відрізняються за морфологією від клітин у центрі.  Як клітини прилипають одна до одної під час розвитку, досі неясно, але відомо, що триламінарна оболонка (TLS), що складається з альгенану. 

## Виробництво біопалива
Незважаючи на те, що Scenedesmus здатний виробляти багато видів біопалива, таких як біоводень, біодизель, біоетанол і паливо, що вставляється, було проведено найбільші дослідження щодо використання Scenedesmus для виробництва біодизеля. Як і в усіх водоростевих системах, впровадження інтегрованого виробництва біопалива Scenedesmus на основі лабораторних результатів має проблеми у великомасштабному виробництві.  

## Галерея зображень

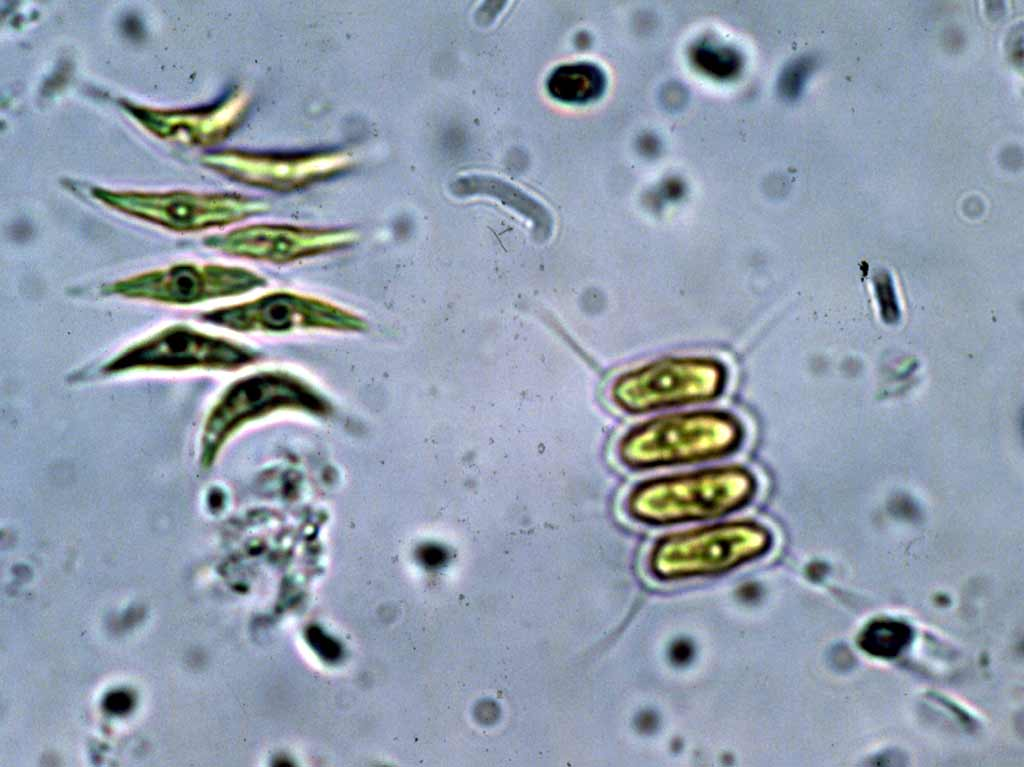
Scenedesmus quadricauda
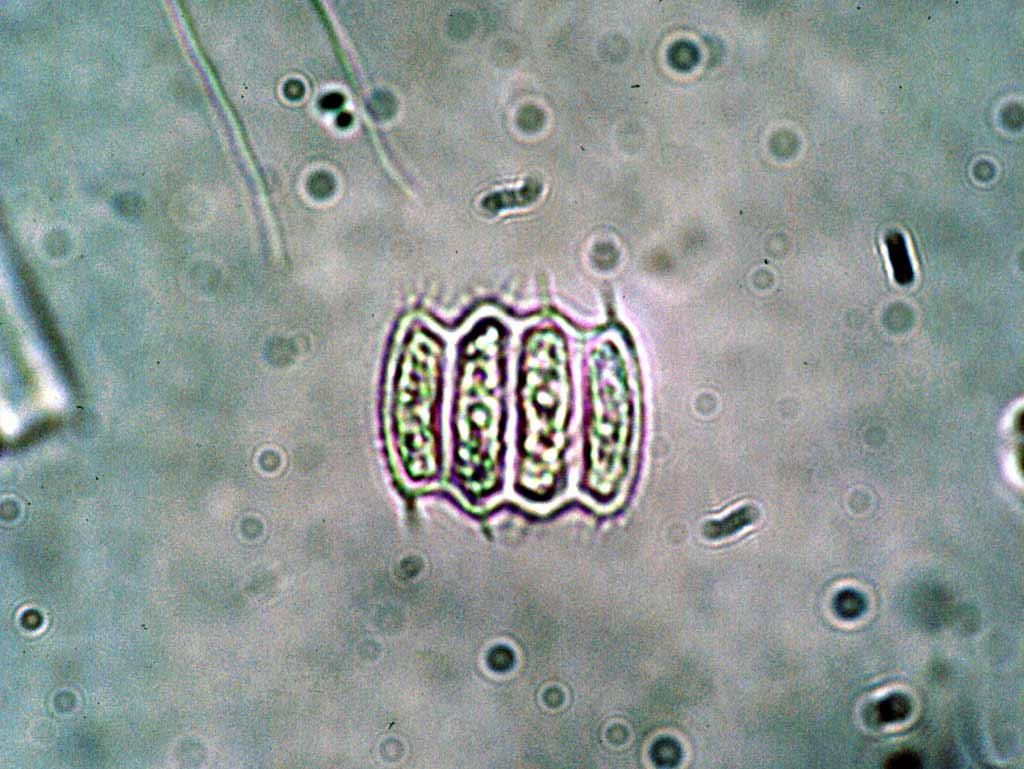
Сценедесмус бразильський
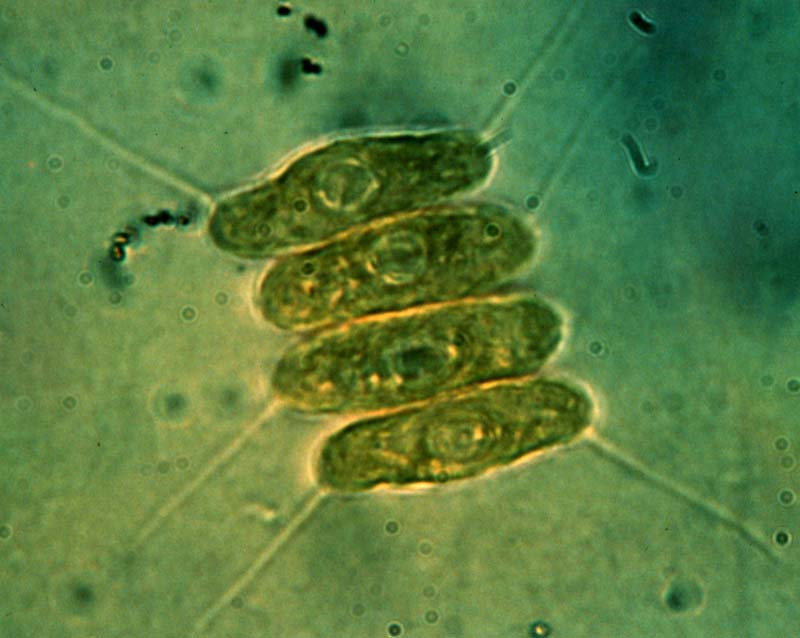
Scenedesmaceae під світловим мікроскопом
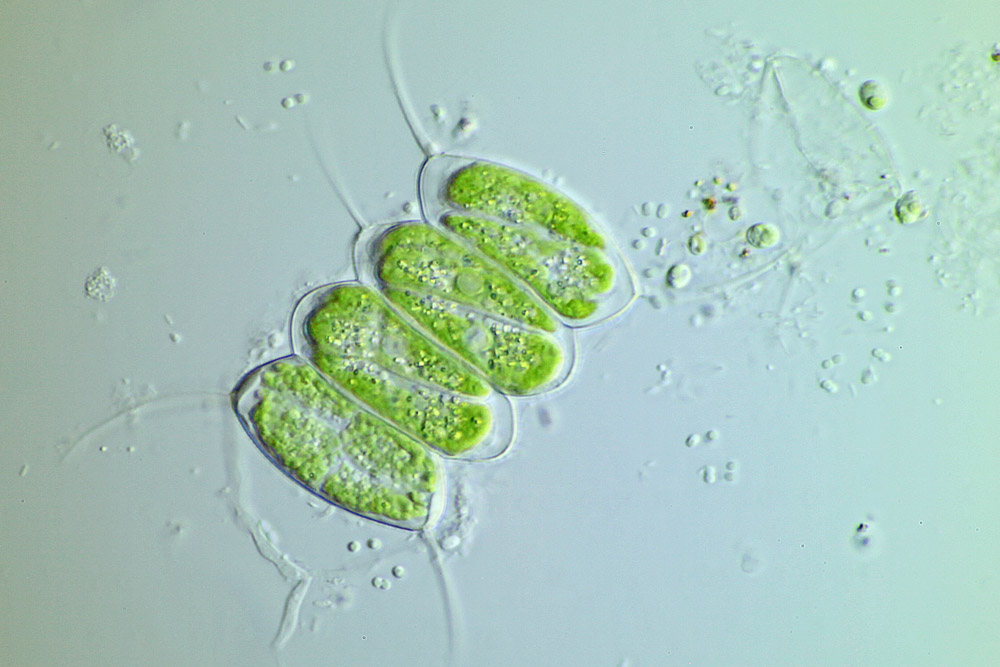
Scenedesmaceae під світловим мікроскопом
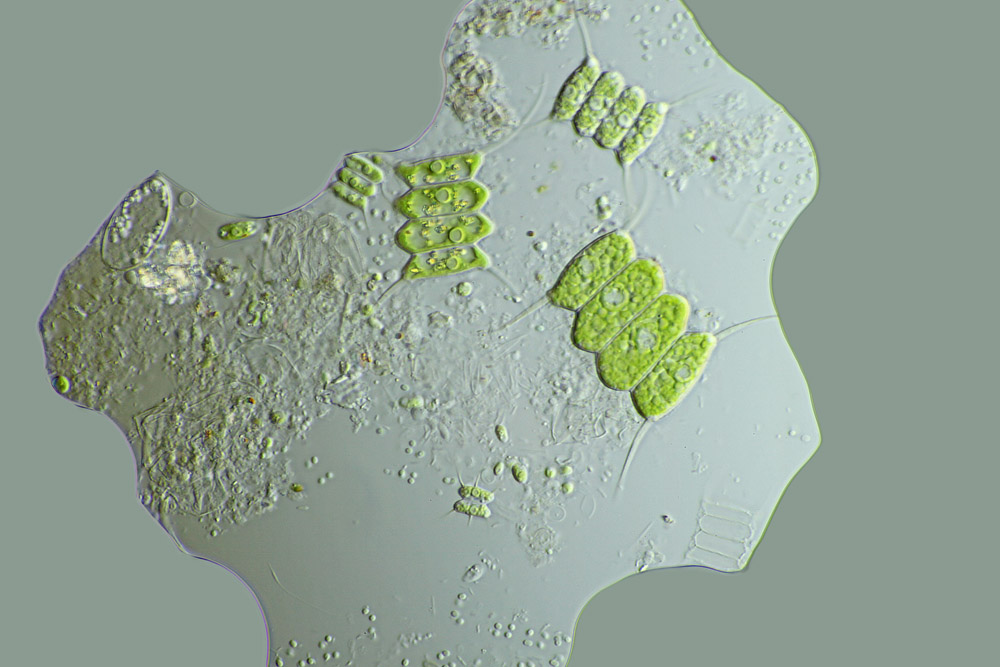
Scenedesmaceae під світловим мікроскопом
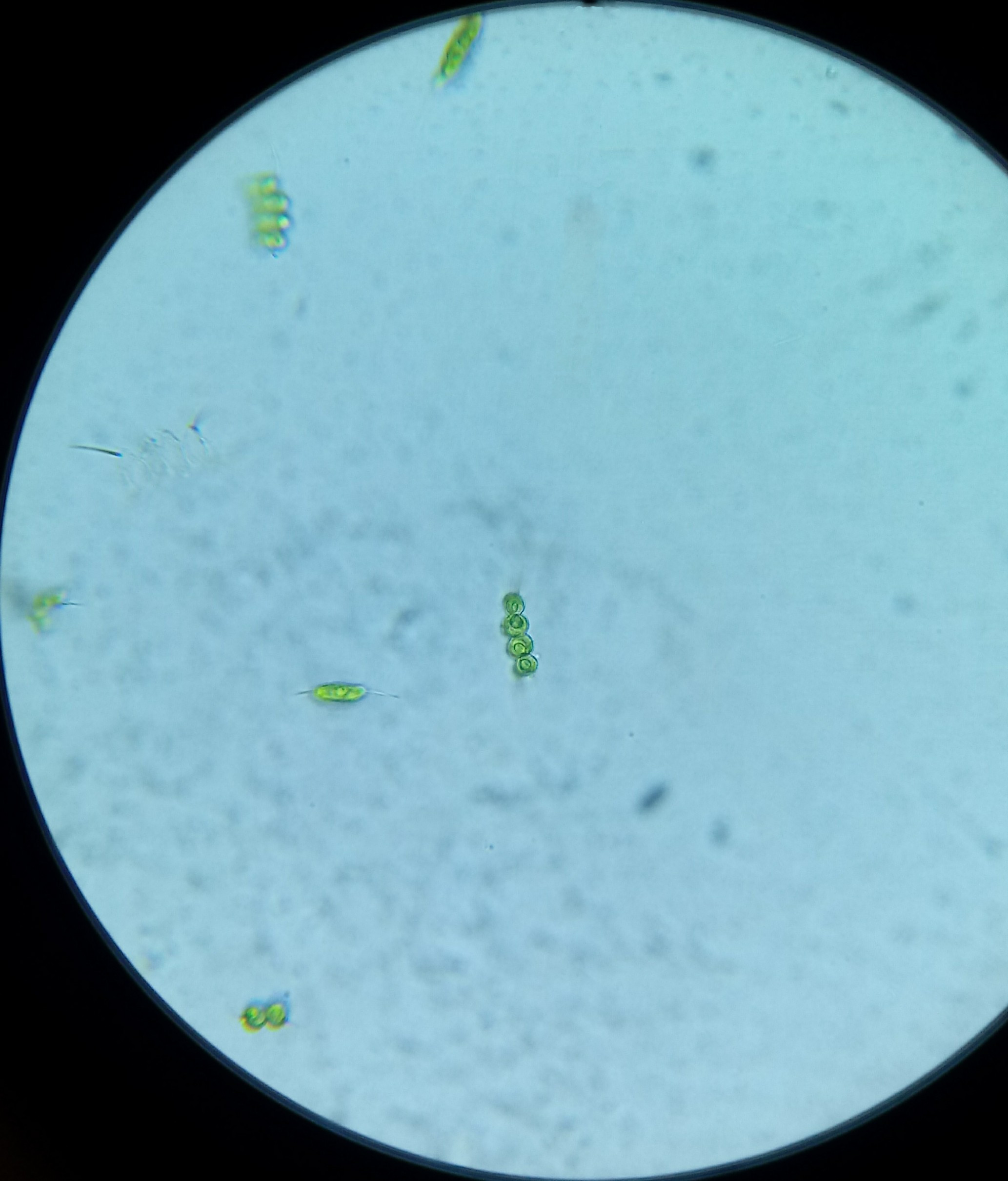
Scenedesmaceae під світловим мікроскопом